# Tribalus laevidorsis
Tribalus laevidorsis är en skalbaggsart som beskrevs av Lewis 1908. Tribalus laevidorsis ingår i släktet Tribalus och familjen stumpbaggar. Inga underarter finns listade i Catalogue of Life.